# USS Osborne (DD-295)
USS Osborne (DD-295) là một tàu khu trục lớp Clemson được Hải quân Hoa Kỳ chế tạo vào cuối Chiến tranh Thế giới thứ nhất. Nó là chiếc tàu chiến duy nhất của Hải quân Hoa Kỳ được đặt theo tên Trung úy Hải quân Weedon Osborne (1892-1918), người tử trận trong trận Belleau Wood và được truy tặng Huân chương Danh dự. Osborne ngừng hoạt động năm 1930 và bị bán năm 1931 nhằm tuân thủ quy định hạn chế vũ trang của Hiệp ước Hải quân London. Nó được cải biến trang bị động cơ diesel, trở thành chiếc tàu hàng thương mại Matagalpa, bị cháy năm 1942 và cuối cùng bị đánh đắm năm 1947

## Thiết kế và chế tạo
Osborne được đặt lườn vào ngày 23 tháng 9 năm 1919 tại xưởng tàu Squantum Victory Yard của hãng Bethlehem Shipbuilding Corporation ở Squantum, Massachusetts. Nó được hạ thủy vào ngày 29 tháng 12 năm 1919, được cùng đỡ đầu bởi bà Elizabeth Osborne Fisher, chị Trung úy Osborne và bà C. H. Cox; và được đưa ra hoạt động vào ngày 17 tháng 5 năm 1920 dưới quyền chỉ huy của Hạm trưởng, Đại úy Hải quân Dennis L. Ryan.

## Lịch sử hoạt động

### USSOsborne
Được nhập biên chế vào một lực lượng hải quân thời bình đang trải qua việc cắt giảm nhân lực và chi phí, Osborne với thành phần nhân lực không đầy đủ khởi hành từ Boston, Massachusetts vào ngày 25 tháng 6 để gia nhập Hải đội Khu trục 3 trực thuộc Hạm đội Đại Tây Dương. Các hoạt động giới hạn dọc bờ Đông trong năm 1920 được bổ sung bởi hai tháng thực hành hạm đội và tập trận ngoài khơi Cuba vào đầu năm 1921. Hoạt động từ cảng nhà thường trực ở Charleston, South Carolina hoặc từ các xưởng hải quân Philadelphia hay Brooklyn, nó thường đi về phía Nam mỗi năm cho các cuộc thực tập và cơ động chiến thuật quy mô lớn, vốn được tổ chức không những tại khu vực biển Caribe mà cả đến vùng bờ biển phía Thái Bình Dương của Panama. Dưới sự chỉ huy của Hạm trưởng mới Raymond A. Spruance, vị Đô đốc Tư lệnh tương lai của Đệ Tam và Đệ Ngũ hạm đội tại Thái Bình Dương trong Thế Chiến II, Osborne khởi hành từ Boston vào ngày 18 tháng 6 năm 1925 cho một lượt bố trí hoạt động kéo dài một năm tại khu vực Tây Địa Trung Hải và dọc theo bờ biển Tây Âu.
Vào ngày 20 tháng 9 năm 1929, nó đi vào Xưởng hải quân Philadelphia để chuẩn bị ngừng hoạt động. Osborne được cho xuất biên chế vào ngày 1 tháng 5 năm 1930; thủy thủ đoàn của nó chuyển sang chiếc USS Taylor (DD-94) vừa mới đưa vào hoạt động trở lại. Tuân thủ những điều khoản hạn chế vũ trang của Hiệp ước Hải quân London, Osborne được cho rút khỏi danh sách Đăng bạ Hải quân vào ngày 22 tháng 10 năm 1930 và bị bán vào ngày 17 tháng 1 năm 1931.

### Matagalpa
Con tàu được bán cho hãng Standard Fruit & Steamship Company ở New Orleans, Louisiana, nơi nó được tháo dỡ cho đến lườn tàu, và được cấu trúc hai phòng trên boong mới, máy phát điện và hai động cơ diesel Ingersoll-Rand 750 hp (560 kW) của hãng Todd Dry Dock and Construction Company. Với tên gọi mới Matagalpa và bốn hầm hàng hóa có khả năng 25.000 chở quày chuối giữa Trung Mỹ và New Orleans, nó hoạt động cho hãng Standard Fruit cho đến khi nổ ra Thế Chiến II. Con tàu được khảo sát và được Hải quân trưng dụng, cho đến nó được chuyển giao cho Lục quân sau khi nảy sinh nhu cầu cấp thiết phải tiếp tế cho Philippines sau khi quân đội Nhật Bản tấn công và phong tỏa lãnh thổ này.

### Phục vụ cùng Lục quân Hoa Kỳ
Vào ngày 22 tháng 2 năm 1942, từ Philippines, tướng Douglas MacArthur yêu cầu được hỗ trợ trực tiếp từ Honolulu thay vì từ Australia do không có những nguồn lực cần thiết. Trong vòng một ngày, việc xem xét tình hình ở cấp cao nhất cho thấy ba chiếc tàu khu trục cũ, vốn được cải biến thành tàu vận chuyển trái cây nhanh giờ đây mang tên Masaya, Matagalpa và Teapa, và gần đây được Bộ Chiến tranh trưng dụng với mục đích sử dụng cho việc vận chuyển giữa các đảo, được xem là phù hợp cho nhiệm vụ tiếp tế này. Theo mệnh lệnh khẩn cấp của Tổng thống để hỗ trợ cho lực lượng đồn trú tại Army và Corregidor, Lục quân bắt đầu chuẩn bị cho những con tàu này vượt qua vòng phong tỏa của quân Nhật tại Philippines. Hàng hóa bắt đầu được chuyển đến New Orleans cho các con tàu; chúng dự định khởi hành vào ngày 28 tháng 2 năm 1942, nhưng những khó khăn, bao gồm thiếu hụt pháo thủ các khẩu đội pháo trên tàu, đã trì hoãn chuyến đi. Cuối cùng Masaya lên đường vào ngày 2 tháng 3 năm 1942, Matagalpa vào ngày 11 tháng 3 và Teapa vào ngày 18 tháng 3. Trong khi tình hình tại Philippines đang ngày càng trở nên tuyệt vọng, các con tàu lại bị buộc phải dừng lại ở Los Angeles để sửa chữa. Đến ngày 13 tháng 4, tướng MacArthur báo cáo việc vượt phong tỏa là vô ích, nhưng Bộ Chiến tranh quyết định vẫn cố thử. Các con tàu lên đường với Matagalpa được cho hướng đến Mindanao, đi đến Honolulu vào ngày 8 tháng 5 năm 1942, quá trễ để có thể giải vây cho Corregidor. Matagalpa cùng các con tàu dự định tiếp tế cho Philippines được chuyển hướng đến Australia.
Vào ngày 26 tháng 6 năm 1942, Matagalpa bị cháy đang khi neo đậu tại Sydney, Australia; hàng trăm lính cứu hỏa đã giúp di tản các thùng nhiên liệu và dập lửa. Nó không được sửa chữa, và sau khi chiến tranh kết thúc, nó bị cho đánh đắm ngoài khơi Sydney vào ngày 6 tháng 9 năm 1947.